# A Vatikán földrajza

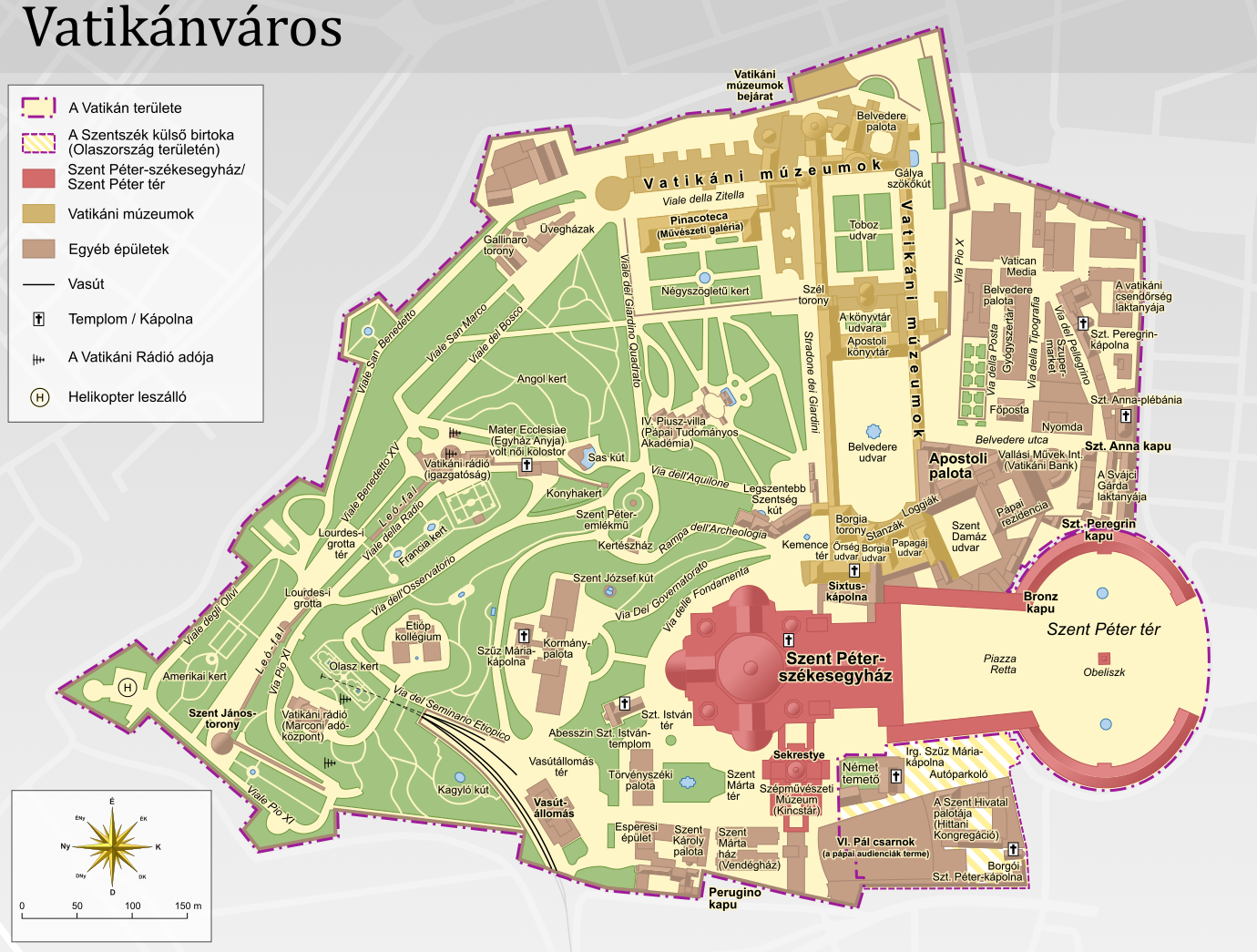
Vatikánváros térképe

A Vatikán földrajza különleges, annak köszönhetően, hogy az ország az olaszországi Róma városi, tengerpart nélküli enklávéjaként létezik. 49 hektáros területével a világ legkisebb független állama. A Vatikánon kívül tizenhárom épület Rómában és a Castel Gandolfóban (a pápa nyári rezidenciája) extraterritoriális jogokat élvez. (Az egyik épület, a VI. Pál közönségcsarnok átlépte a határt, de olasz része extraterritoriális jogokkal rendelkezik.) Az országban nincsenek nagyobb természeti erőforrások és nincs ismert természetes veszély a Rómát általában érintő veszélyeken, például a földrengéseken kívül.

## Domborzat

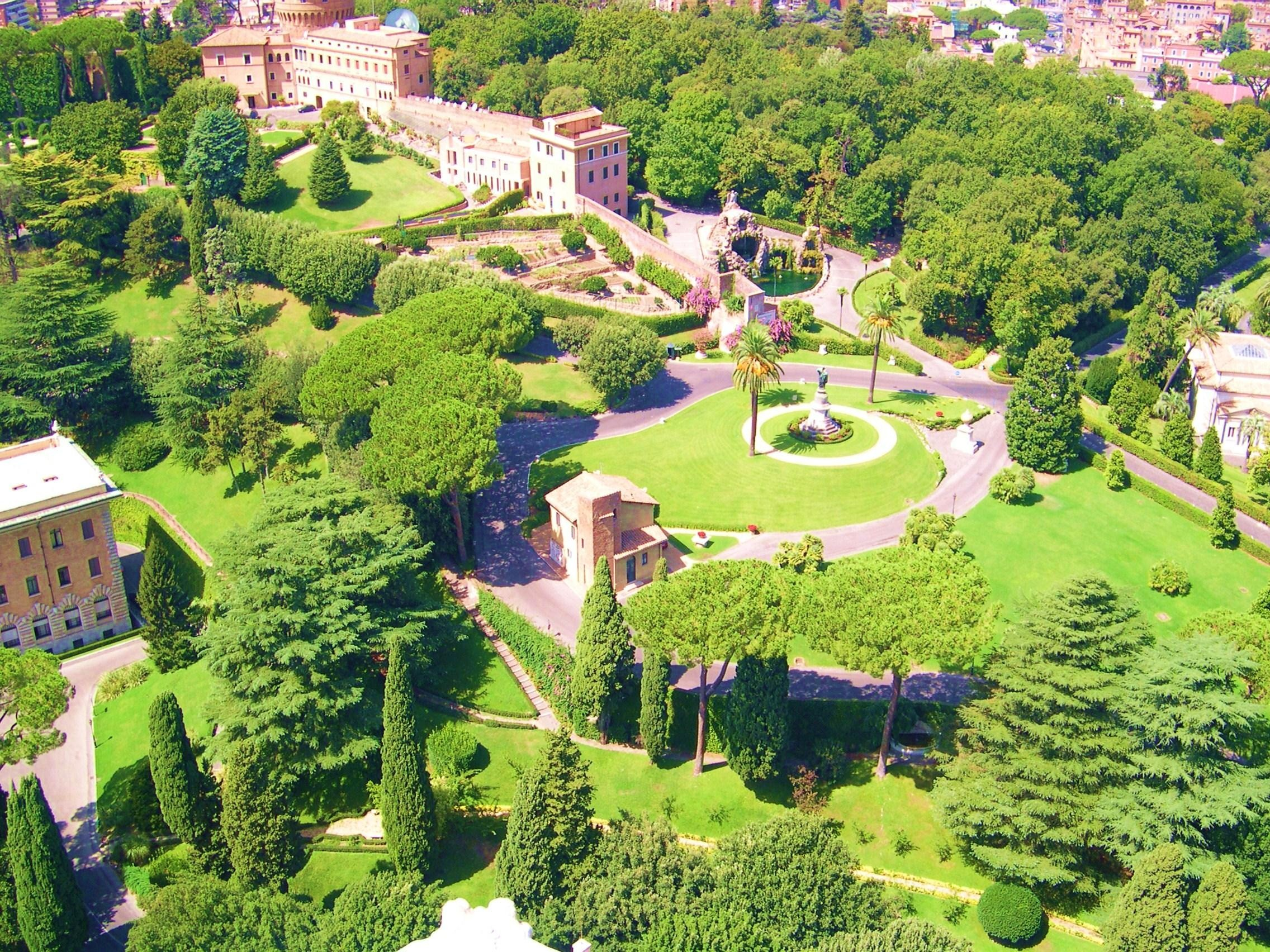
Kilátás a Vatikán kertjére

A Vatikán egy alacsony dombon terül el. A dombot már a kereszténység létezése előtt Vatikán-dombnak nevezték (latinul Mons Vaticanus). Egy etruszk települést hívtak úgy esetleg, Vatica vagy Vaticum, a területet az ókori rómaiak a „Vatikán terület” (Vaticanus ager) néven ismerték, de ha nem is, régészeti nyomokat fedeztek fel ezzel kapcsolatban.

### Extrém pontok
- Észak: a Viale Vaticano és a Via Leone IV kereszteződése ( é. sz. 41° 54′ 27″, k. h. 12° 27′ 19″41.907428°N 12.455406°E )
- Dél: a Via della Stazione Vaticana és a Via di Porta Cavalleggeri kereszteződése ( é. sz. 41° 54′ 01″, k. h. 12° 27′ 16″41.900217°N 12.454483°E )
- Nyugat: a Viale Vaticano és a Via Aurelia kereszteződése ( é. sz. 41° 54′ 07″, k. h. 12° 26′ 45″41.901967°N 12.445728°E )
- Kelet: Szent Péter tér ( é. sz. 41° 54′ 08″, k. h. 12° 27′ 30″41.902267°N 12.458336°E )

Vatikán legalacsonyabb pontja egy névtelen hely, amely 19 m-rel fekszik a tengerszint felett. A legmagasabb pont egy másik névtelen hely, 76 m-rel a tengerszint felett. A legmagasabb épület a Szent Péter-bazilika 138 m-rel.

## Éghajlat
A városállam éghajlata megegyezik Róma éghajlatával: mérsékelt, enyhe, esős tél és forró, száraz nyarak.
| Hónap                          | Jan. | Feb. | Már. | Ápr. | Máj. | Jún. | Júl. | Aug. | Szep. | Okt. | Nov. | Dec. | Év   |
| ------------------------------ | ---- | ---- | ---- | ---- | ---- | ---- | ---- | ---- | ----- | ---- | ---- | ---- | ---- |
| Átlagos max. hőmérséklet (°C)  | 11,9 | 13,0 | 15,2 | 17,7 | 22,8 | 26,9 | 30,3 | 30,6 | 26,5  | 21,4 | 15,9 | 12,6 | 20,4 |
| Átlaghőmérséklet (°C)          | 7,5  | 8,2  | 10,2 | 12,6 | 17,2 | 21,1 | 24,1 | 24,5 | 20,8  | 16,4 | 11,4 | 8,4  | 15,2 |
| Átlagos min. hőmérséklet (°C)  | 3,1  | 3,5  | 5,2  | 7,5  | 11,6 | 15,3 | 18,0 | 18,3 | 15,2  | 11,3 | 6,9  | 4,2  | 10,0 |
| Átl. csapadékmennyiség (mm)    | 67   | 73   | 58   | 81   | 53   | 34   | 19   | 37   | 73    | 113  | 115  | 81   | 804  |
| Havi napsütéses órák száma     | 120  | 132  | 167  | 201  | 263  | 285  | 331  | 297  | 237   | 195  | 129  | 111  | 2468 |
| Forrás: Servizio Meteorologico |      |      |      |      |      |      |      |      |       |      |      |      |      |

## Folyók
Nincsenek. Az államhatártól 425 m-re folyik a Tevere.

## Földhasználat
A birtok alapvetően városi jellegű, és a földterületek egyikét sem tartják fenn jelentős mezőgazdaság vagy más természeti erőforrások kiaknázása céljából. A városállam lenyűgöző mértékű földgazdaságot mutat, amely rendkívül korlátozott területe miatt, szükségszerűségből származik. Így a városfejlesztést (azaz az épületeket) úgy rendezték el, hogy az a teljes terület felét foglalja el, míg a fennmaradó részt szabad területre, például a Vatikáni kertekre tartják fent. A terület számos különféle struktúrával rendelkezik, amelyek elősegítik az autonómia biztosítását a szuverén állam számára, ideértve a vasútvonalat és a vasútállomást, a helikopterleszállóhelyet, a postahivatalt, a Vatikáni Rádiót (extraterritoriális antennákkal Olaszországban), katonai laktanyákat, kormányi palotákat és irodákat, nyilvános plazát, részben a VI. Pál közönségcsarnokot, a határokat jelző régi védőfalat, felsőoktatási intézményeket és kulturális/művészeti központokat.

## Környezet
2007 júliusában Magyarországon létrehozták a Vatikán Klímaerdőt, ahova annyi fát ültetnek, amennyi Vatikán éves szén-dioxid kibocsátását ellensúlyozza, így a világ karbonsemleges államává vált.

## Fordítás
Ez a szócikk részben vagy egészben  a   Geography of Vatican City című angol Wikipédia-szócikk ezen változatának fordításán alapul.  Az eredeti cikk szerkesztőit annak laptörténete sorolja fel. Ez a jelzés csupán a megfogalmazás eredetét és a szerzői jogokat jelzi, nem szolgál a cikkben szereplő információk forrásmegjelöléseként.

## Külső hivatkozások
- Interaktív Vatikán térkép